# Оротукан (посёлок городского типа)
Оротука́н — посёлок городского типа в Ягоднинском районе Магаданской области, на правом берегу реки Оротукан.
Статус посёлка городского типа — с 1953 года.

## Этимология
Название происходит от якутского Өртөөһүн — «небольшой выжженный участок луга или леса».

## География
Посёлок Оротукан расположен на правом берегу реки Оротукан. С юга территория ограничена поймой реки, с севера — склонами сопок. Основная часть посёлка находится на высокой припойменной террасе высотой 6-10 м. В границах посёлка Оротукан расположен мостовой переход через реку Оротукан на автодороге «Колыма» (Якутск-Магадан).

## История
Поселение возникло в 1930-е годы как центр горнопромышленного предприятия «Южное» в системе лагерей Дальстроя.
Градообразующим предприятием Оротукана являлся завод горного оборудования (ОЗГО), который просуществовал с 1930-х годов по 2005 год. В 1942 году на ОЗГО была выплавлена первая колымская сталь, в дальнейшем — получены уникальные морозостойкие сплавы. Завод изготавливал самоходные станки ударно-канатного бурения для разведки россыпных месторождений золота, запасные части для отечественных и иностранных бульдозеров, электрическое и энергетическое оборудование, детали для горно-обогатительного оборудования. 
До 2002 года в Оротукане существовал Оротуканский горно-обогатительный комбинат (ОГОК), объединявший несколько приисков и десятки старательских артелей на территории Ягоднинского района.
До 1997 года в посёлке базировалась Оротуканская геолого-разведочная партия (ОГРП) Дебинской геолого-разведочной экспедиции (ДГРЭ).
До 1996 года существовало Оротуканское строительно-монтажное управление (СМУ), строившее жилые и промышленные здания в Оротукане и близлежащих посёлках.
В марте 1937 года вблизи посёлка Оротукан, на территории Дальстроя, была убита беглыми уголовниками Татьяна Маландина — девушка-комсомолка, приехавшая на Колыму по комсомольскому набору и работавшая топографом. В центре посёлка Татьяне Маландиной установлен памятник, в честь неё названа улица.
Статус посёлка городского типа получен в 1953 году.

## Население
| 1959  | 1970  | 1979  | 1989  | 1990  | 1994  | 2002  |
| ----- | ----- | ----- | ----- | ----- | ----- | ----- |
| 4663  | ↗4934 | ↗5546 | ↗5638 | ↘5215 | ↘3601 | ↘2760 |
| 2009  | 2010  | 2011  | 2012  | 2013  | 2014  | 2015  |
| ↘2167 | ↘1531 | ↘1517 | ↘1411 | ↘1340 | ↘1242 | ↘1143 |
| 2016  | 2017  | 2018  | 2019  | 2020  | 2021  | 2023  |
| ↘1103 | ↘1050 | ↘964  | ↘867  | ↘785  | ↗880  | ↘851  |
| 2024  |       |       |       |       |       |       |
| ↗858  |       |       |       |       |       |       |

## Экономика
На начало 2011 года, в посёлке базируются офисы нескольких золотодобывающих компаний; функционировали:
- поселковая котельная,
- узел электросвязи (структура «Ростелекома»),
- отделение Сбербанка России,
- почта,
- средняя школа (ОСШ),
  - детский сад (в здании школы),
  - музыкальная и художественная школы (также в здании ОСШ),
- библиотека,
- кинотеатр «Металлист»,
- детско-юношеская спортивная школа (ДЮСШ),
- около десятка магазинов.

## Известные люди
Родились в Оротукане:
- Тина Кароль — украинская певица, Народная артистка Украины (2017 год).
- Матвей Коробов — чемпион мира по боксу в категории до 75 кг.